# Seán O'Brien
Seán Kevin O'Brien (Dublino, 14 febbraio 1987) è un ex rugbista a 15 irlandese, a lungo terza linea ala di Leinster.

## Biografia
O'Brien milita dal 2008 nella franchise di Dublino del Leinster, con cui debuttò in Celtic League contro Cardiff Rugby e in Heineken Cup contro Castres.
Con la vittoria nella Heineken Cup 2008-09 nel palmarès, esordì in Nazionale irlandese contro Figi nei test di fine anno 2009; vinse un'ennesima Heineken Cup nel 2010-11, imponendosi anche come miglior giocatore europeo dell'European Rugby Cup e prese parte alla Coppa del Mondo di rugby 2011 in cui l'Irlanda giunse fino ai quarti di finale.
Nel 2012 vinse il suo terzo titolo di campione d'Europa e un anno più tardi, dopo avere conquistato con Leinster sia il titolo del Pro12 che la Challenge Cup, fu convocato per il tour dei British Lions in Australia, scendendo in campo in due dei tre test match in programma contro gli Wallabies.
Rappresentò, ancora, l'Irlanda alla Coppa del Mondo di rugby 2015 in Inghilterra e nel 2017 fu convocato per il secondo tour consecutivo dei British Lions per la serie in Nuova Zelanda.
Scese in campo in tutti e tre i test match contro gli All Blacks marcando anche una meta.

## Palmarès
- Pro14: 4
Leinster: 2012-13, 2013-14, 2017-18, 2018-19
- Heineken Cup: 3
Leinster: 2008-09, 2010-11, 2011-12
- Champions Cup: 1
Leinster: 2017-18
- Challenge Cup: 1
Leinster: 2012-13